# Resolutie 2317 Veiligheidsraad Verenigde Naties
Resolutie 2317 van de Veiligheidsraad van de Verenigde Naties werd op 10 november 2016 aangenomen door de VN-Veiligheidsraad met tien stemmen voor en vijf onthoudingen. De resolutie verlengde het wapenembargo tegen Somalië met een jaar en herbevestigde dat tegen Eritrea. De Waarnemingsgroep Somalië en Eritrea werd eveneens met een jaar verlengd.

## Standpunten
Het Verenigd Koninkrijk zei dat de sancties nodig bleven om de financiering van de terreurgroep Al-Shabaab af te snijden, en Eritrea werkte nog steeds niet mee met de waarnemingsgroep. Ook de Verenigde Staten stonden achter de resolutie. Eritrea had gevraagd om opheffing van de sancties, maar niet meewerken was niet de manier om dat te bereiken. Er waren geen bewijzen gevonden dat het land Al-Shabaab steunde, maar de waarnemingsgroep mocht het land niet in om dit te onderzoeken. Verder had Eritrea nog steeds geen informatie verschaft over Djiboutiaanse soldaten die in 2008 krijgsgevangenen waren genomen.
Angola en Rusland hadden zich onthouden omdat geen bewijzen waren gevonden dat Eritrea Al-Shabaab steunde. Ook was een voorstel van China om de sancties aan te passen om Eritrea te overhalen mee te werken niet overwogen. Dat voorstel was gesteund geweest door vijf andere leden van de Veiligheidsraad. Ook China had zich onthouden.
Egypte vond dat de tekst van de resolutie evenwichtiger had moeten zijn, en dat er duidelijke criteria moesten worden gehanteerd voor sancties. Sancties konden ook niet eeuwig blijven duren, en moesten aangepast worden aan de veranderende situatie. Egypte had zich onthouden van de stemming.
Ook Venezuela had zich onthouden, omdat Eritrea onheus werd behandeld; een zienswijze die Eritrea zelf beaamde. De sancties tegen dat land dienden enkel de nationale belangen van bepaalde permanente lidstaten, en hadden verder geen nut. Ook de waarnemingsgroep was voor de opheffing ervan. Qatar werkte met Eritrea en Djibouti aan de vrijlating van de krijgsgevangenen en een oplossing voor het conflict tussen de twee. Venezuela stond wel achter de passages over Somalië.

## Achtergrond
Zowel tegen Somalië, dat al sinds de jaren 1990 in chaos verkeerde en in recenter jaren geplaagd werd door terreurbeweging Al-Shabaab, als tegen Eritrea, dat in een grensconflict lag met zowel Ethiopië als Djibouti en ervan beschuldigd werd Al-Shabaab te steunen, was een wapenembargo van kracht. De Waarnemingsgroep Somalië-Eritrea was opgericht om schendingen ervan te onderzoeken, zodat maatregelen konden worden genomen om de embargo's te doen naleven.

## Inhoud
De Somalische regering werkte beter samen met het comité dat toezag op de wapenembargo's wat betreft het aanmelden van wapenleveringen. Het beheer van wapens en munitie was van groot belang om de regio te stabiliseren. Andere aandachtspunten waren financieel beheer, corruptie en illegale visserij. Men vreesde ook dat de opkomende oliesector het conflict in Somalië verder zou aanwakkeren als niet zorgvuldig werd omgegaan met de ontwikkeling ervan. Er was ernstige bezorgdheid over aanvallen op hulpverleners, misbruik van hulpfondsen en de belemmering van de hulpverlening.
Het met resolutie 733 opgelegde wapenembargo tegen Somalië werd verlengd tot 15 november 2017. De Somalische veiligheidsdiensten waren ervan uitgezonderd. Ook het embargo op houtskool werd herbevestigd, aangezien Al-Shabaab geld verdiende aan de handel in houtskool. De terreurgroep werd meer en meer afhankelijk van belastingen op natuurlijke rijkdommen, zoals de illegale handel in suiker, landbouwproducten en vee.
Het comité had na 2011 niet meer in Eritrea mogen komen om zijn mandaat uit te voeren. Er waren geen bewijzen gevonden dat dat land Al-Shabaab steunde, maar het zou wel een aantal regionale gewapende groeperingen steunen. Het met resolutie 1907 opgelegde wapenembargo tegen Eritrea werd herbevestigd.
Ook de kwestie van de vermiste Djiboutiaanse soldaten was nog steeds hangende, en Eritrea werd aangespoord hierover opheldering te verschaffen. Deze kwestie dateert van het Djiboutiaans-Eritrees grensconflict in 2008. In maart 2016 had Eritrea nog vier krijgsgevangenen vrijgelaten na bemiddeling door Qatar.
Lijst ·  2260 ·  2261 ·  2262 ·  2263 ·  2264 ·  2265 ·  2266 ·  2267 ·  2268 ·  2269 ·  2270 ·  2271 ·  2272 ·  2273 ·  2274 ·  2275 ·  2276 ·  2277 ·  2278 ·  2279 ·  2280 ·  2281 ·  2282 ·  2283 ·  2284 ·  2285 ·  2286 ·  2287 ·  2288 ·  2289 ·  2290 ·  2291 ·  2292 ·  2293 ·  2294 ·  2295 ·  2296 ·  2297 ·  2298 ·  2299 ·  2300 ·  2301 ·  2302 ·  2303 ·  2304 ·  2305 ·  2306 ·  2307 ·  2308 ·  2309 ·  2310 ·  2311 ·  2312 ·  2313 ·  2314 ·  2315 ·  2316 ·  2317 ·  2318 ·  2319 ·  2320 ·  2321 ·  2322 ·  2323 ·  2324 ·  2325 ·  2326 ·  2327 ·  2328 ·  2329 ·  2330 ·  2331 ·  2332 ·  2333 ·  2334 ·  2335 ·  2336